# Drongelen, Haagoort, Gansoijen en Doeveren

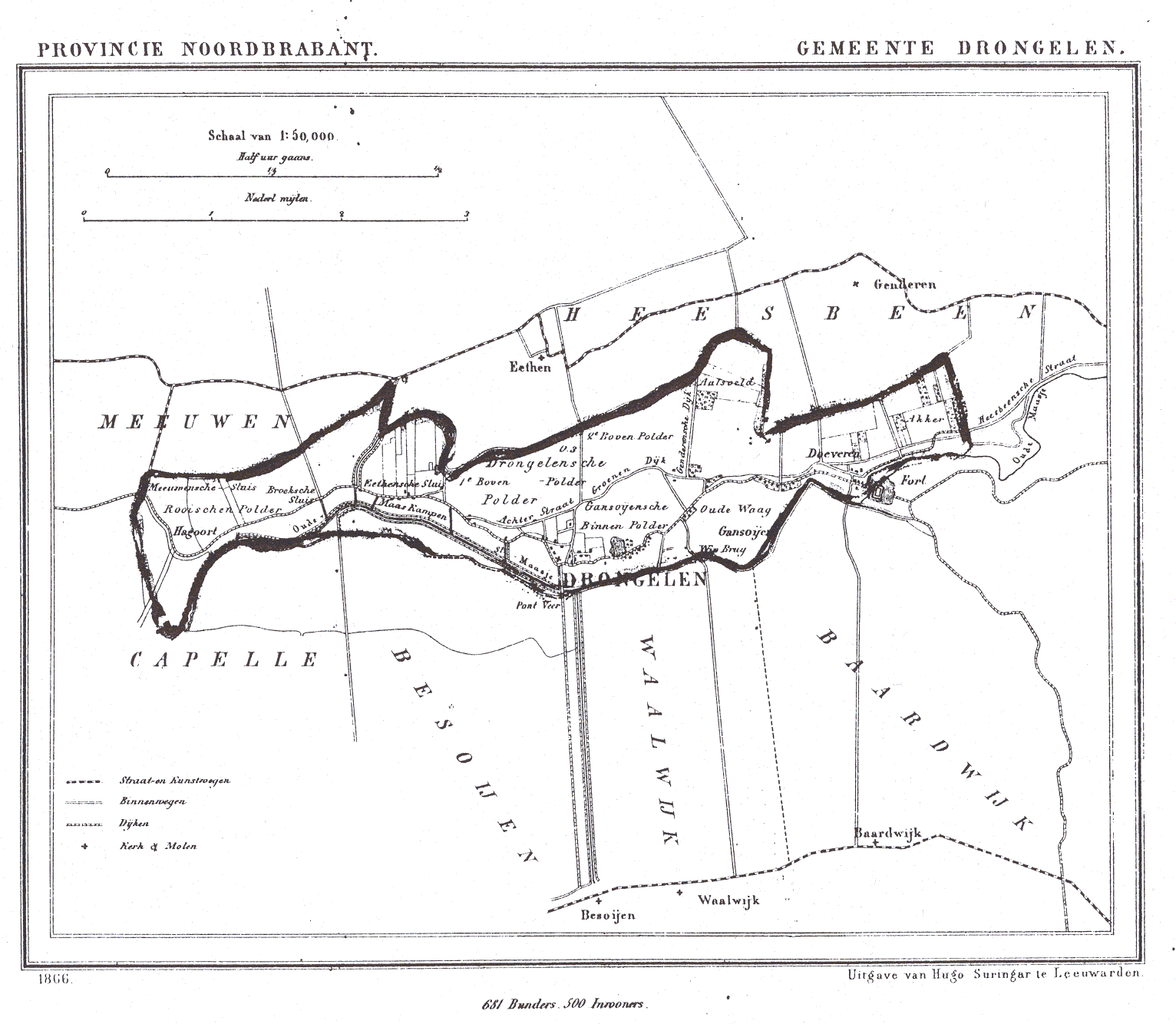
carte de Drongelen, Haagoort, Gansoijen en Doeveren en 1866

Drongelen, Haagoort, Gansoijen en Doeveren est une ancienne commune néerlandaise situé dans la province du Brabant-Septentrional.
Du 19 septembre 1814 au 10 février 1815, la commune était rattachée administrativement à la province de la Hollande-Méridionale.
La commune était composée des villages de Doeveren, Drongelen, Gansoijen et Haagoort. Lors de la construction de la Bergsche Maas au début du XXe siècle, l'aménagement de la commune fut profondément touché : Gansoijen et Haagoort furent sacrifiés à la construction de la rivière. Doeveren fut géographiquement séparé de Drongelen, la nouvelle rivière passant entre les deux villages. En conséquence, le nom fut officiellement changé en Drongelen le 1er août 1908.
Le 1er mai 1923, Drongelen fusionne avec Genderen et Meeuwen pour former la nouvelle commune d'Eethen.